# 伊塔佩廷加
伊塔佩廷加（葡萄牙語：Itapetinga）是巴西巴伊亚州的一个市镇。总面积1609.515平方公里，总人口68314人，人口密度42.4人/平方公里。